# 山本耕史“スイートJAM”
『山本耕史“スイートJAM”』（やまもとこうじ スイートジャム）は、2007年10月4日から2010年3月25日までBSジャパン（現・BSテレ東）で放送されていたトーク&音楽バラエティー番組である。

## 概要
前番組『GoodSound!!Cafe』に引き続き明治製菓の1社提供。俳優の山本耕史が司会を務めるトークと音楽が融合したエンターテインメント番組。山本が得意なギターを弾きスイートなひと時を過ごそうというコンセプトである。

## 放送日時
- 毎週木曜日 22:00 - 22:30（本放送）
- 毎週日曜日 24:00 - 24:30（再放送、2007年10月7日 - 2008年3月30日）
- 毎週土曜日 12:30 - 13:00（再放送、2008年4月5日 - 2010年3月25日）

過去に前番組同様、データ放送を行っており番組中にはプレゼントの応募が可能だった（CM中はCMで流れている商品の広告が自動的に表示されていた）。2008年4月以降は廃止された。

## 出演者
- 司会：山本耕史
- アシスタント：朝倉えりか
- K.D earth（結樺健、DAI(渡辺大)）
  - OP・ED曲に登場。第13回では傑作選にも登場。

## ゲスト
※ゲストは前番組同様2週連続で登場。

### 2010年
- 第119回（1月7日） 鈴木亜美
- 第120回（1月14日）

## インフォマーシャル
月に1回ほど、明治製菓製品のインフォマーシャルが最初のCM前の1分間放送されていた。いずれの回も「それでは、CMをご覧下さい!」と言いながらCM本編に入っていた。
- 2007年10月 - 2008年12月：田中いちえとKONANによる掛け合いのトーク
- 2009年2月 - 最終回：「星野涼子のスイートタイム」

## スタッフ
- ナレーション：庄司宇芽香
- 構成：戸田倫彰
- 撮影：秋谷英雄
- 技術：スパイラルビジョン、STUDIO 38、Style-0
- 美術：小林慎典
- 編集：国井美智
- MA：丸山晃
- 音効：高津祐一
- スタイリスト：岡野友美、水嶋☆SHIMAI
- ヘアメイク：金子友美（山田かつら）、西岡和彦
- CG制作：双六堂
- 協力：bar&dining KITSUNE
- データ放送：木村太陽
- 広報：岡 仁（BSジャパン）
- AD：吉野貴裕
- AP：吉田香
- デスク：山崎かおり
- ディレクター：松山功、遠間善一、丸山浩史
- プロデューサー：高城泰雄（BSジャパン）、青木勇人、高橋秀明
- 制作協力：プロジェクトドーン
- 製作：BS JAPAN、PROTX